# Batalla del río Cefiso
La batalla del río Cefiso (llamada también batalla de Halmyros, del lago Copaide o de Orcómeno), fue una batalla medieval en la que el ejército de los almogávares, durante la expedición de la Gran compañía catalana, se enfrentó con las caballería franca del Ducado de Atenas. El resultado de la victoria de los primeros fue la instalación de una dinastía de duques aragoneses en Atenas y la toma de control de varios señoríos de la Cuarta Cruzada.

## Antecedentes
Los almogávares, encontrándose en gran inferioridad numérica, analizaron las posibilidades ofrecidas por la configuración del campo de batalla. Desviaron el curso del río Cefiso aguas arriba del ahora desaparecido lago Copaide, inundando de este modo la llanura que se extendía ante ellos, a la vez que labraban los terrenos de pasto para hacer pasar el agua por ellos (a semejanza con la batalla de Maratón, en la que los atenienses sembraron de obstáculos la llanura para frenar a la caballería), pero este hecho suponía que no habría ninguna posible línea de retirada, ya que los almogávares quedaban encajonados entre el lago Copaide, el río Cefiso y los enemigos francos.
Cuando los francos aparecieron por el horizonte, formados en línea de batalla, se puso de manifiesto su gran superioridad, de modo que los únicos aliados con que contaban los almogávares, los turcopolos (soldados de etnia turca que combatían a su lado), se desbandaron y huyeron, acrecentando todavía más la superioridad franca.

## La batalla
Con esta desigualdad de fuerzas se inició el combate. Los francos lanzaron una primera carga de caballería, pero poco a poco el fango frenó su avance, hasta que quedaron inmovilizados. Inmediatamente los francos lanzaron una segunda carga, que corrió la misma suerte que la anterior. Los almogávares se abalanzaron sobre los enemigos ahora indefensos, aprisionados en el barro por el peso de sus armaduras, y los fueron exterminando con facilidad. Mientras la infantería almogávar eliminaba metódicamente, uno a uno, a todos los prohombres y caballeros más influyentes del reino franco, la caballería se arrojaba sobre la infantería franca en retirada, con la ayuda de los turcos, que al ver la derrota franca regresaban al campo de batalla.

## Consecuencias
Con esta batalla, los almogávares conquistaron Atenas para el rey de reino de Sicilia, que nombró a su hijo Manfredo de Sicilia y de Anjou como duque y a Bernat Estanyol como nuevo capitán, reforzando su prestigio en tierras griegas. Igualmente, la muerte de una parte importante de la nobleza franca supuso un notable cambio, en especial en tierras griegas. Para terminar, de resultas de la rotunda victoria, la enseña de las cuatro barras aragonesa ondeó durante casi un siglo en la Acrópolis de Atenas.